# Robert Detaevernier
Sylvère Robert Detaevernier (Menen, 3 april 1894 - 27 januari 1961) was een Belgisch senator.

## Levensloop
Hij was een zoon van cafébaas Victor Detaevernier, een van de pioniers van het socialisme in Menen, en Zoé Jacques. Hij trouwde in 1920 met Alice Debunne en na haar overlijden hertrouwde hij in 1947 met Bertha Mestdagh. Hij was de vader van twee zonen en een dochter.
Detaevernier leerde het vak van drukker-letterzetter in een grote drukkerij in Menen en leidde vanaf zijn achttiende een kleine drukkerij in eigen beheer. In 1913 werd hij eveneens aangesteld tot secretaris van de socialistische afdeling van Menen, een functie die hij tot in 1944 zou bekleden. Daarnaast was hij beheerder en daarna directeur van de voedingscoöperatieve De Plicht in Menen en redacteur-beheerder van Volksrecht, het orgaan van de socialistische federatie van het arrondissement Kortrijk.
Gedurende de Eerste Wereldoorlog schreef Detaevernier voor de krant Vooruit, waarin hij misbruiken binnen regionale afdeling van het Nationaal Hulp- en Voedingskomiteit aan de kaak stelde. Hierdoor werd hij door de Duitse bezetter gearresteerd en moest hij drie weken in de gevangenis doorbrengen. Tijdens de Tweede Wereldoorlog was Detaevernier als directeur van De Plicht dan weer het voorwerp van een onderzoek naar de aankoop van meel op de zwarte markt en werd hij veroordeeld tot een celstraf van half jaar.
In 1921 werd Detaevernier verkozen tot gemeenteraadslid van Menen. Zoals veel socialistische verkozenen in die tijd legde hij de eed af onder voorbehoud van zijn republikeinse overtuiging. Er werd een socialistisch-liberaal gemeentebestuur op de been gebracht en Detaevernier werd onmiddellijk schepen van Openbaar Onderwijs, wat hij bleef tot in 1927. Daarna was hij twaalf jaar lang schepen van Openbare Werken en Financiën. In januari 1939 liep zijn schepenambt ten einde, maar hij bleef wel tot aan zijn overlijden in januari 1961 in de gemeenteraad zetelen.
Vanaf 1921 was hij voor de BWP en daarna de BSP provincieraadslid voor het district Menen, een mandaat dat hij bekleedde tot in 1955. Hij werd leider van de socialistische fractie in de West-Vlaamse provincieraad en werd er beschouwd als een markante persoonlijkheid met grote dossierkennis en gematigdheid in zijn tussenkomsten. Onmiddellijk na de Bevrijding in 1944 werd hij gekozen om een van de vacante plaatsen als bestendig afgevaardigde in te nemen. Hij bleef dit ambt uitoefenen tot aan de verkiezingen van 1946.
In oktober 1955 werd hij voor de BSP rechtstreeks verkozen senator voor het arrondissement Kortrijk-Ieper in opvolging van de ontslagnemende Jean Beaucarne en bleef deze functie bekleden tot aan zijn overlijden in januari 1961. In de Senaat verdedigde hij de belangen van arbeiders en kwam hij tussenbeide over regionale kwesties en de ontwikkeling van het gemeenschapsonderwijs in West-Vlaanderen.